# Баликтиколь (Нуринський район)
Баликтико́ль (каз. Балықтыкөл) — село у складі Нуринського району Карагандинської області Казахстану. Адміністративний центр та єдиний населений пункт Баликтикольського сільського округу.
Населення — 192 особи (2021; 219 у 2009, 724 у 1999, 928 у 1989).
Національний склад станом на 1989 рік:
- казахи — 100 %.